# Glauco Lombardi
Glauco Lombardi (né le 28 octobre 1881 à Colorno, mort  le 28 juillet 1970 dans la même ville) est un antiquaire et un journaliste italien.

## Biographie
Après des études classiques, en 1907, Glauco Lombardi devient professeur en histoire de l’art sans jamais en exercer la profession. Né dans une famille aisée, sa passion pour les études artistiques et historiques le conduit tout jeune à s'engager dans des recherches sur l'histoire des édifices de Colorno.
En 1904, il publie son premier livre, La Versailles dei Farnesi, qui retrace l'histoire de Palais ducal de Colorno, contenant de nombreuses informations résultant de recherches personnelles. En 1909, après de longues recherches, il écrit une monographie sur le Théâtre Farnèse  de Parme. Au cours de ces années, il entreprend une bataille culturelle pour la récupération de meubles et d'œuvres d'art appartenant à la résidence de Colorno des ducs de Parme. Cette collection, qui forme le noyau du Musée Lombardi, se trouve dans les locaux du palais ducal de Colorno depuis 1915. En 1925, la collection s'enrichit de dessins et autres objets de l'architecte Petitot. On lui doit aussi la récupération d'œuvres et de documents du graveur Paolo Toschi, à qui Lombardi consacré deux expositions.
En 1912, il fonde, avec Joseph Melli, le magazine Aurea Parma. Il est correspondant pendant de nombreuses années du Resto del Carlino. Tout en se considérant un amateur dans ce domaine, il se consacre avec passion à la photographie, réalisant des travaux photographiques sur Colorno publiés dans divers journaux et revues locaux.
En 1919, il écrit, avec le sénateur Giovanni Mariotti (it), le livre Ciò che Parma rivendica dei nostri Palazzi reali qui donne une description détaillée des œuvres d'art appartenant aux Bourbons et Marie-Louise d'Autriche, déplacés après l'unification italienne pour orner les palais des Savoie. Lombardi réclame la restitution intégrale du mobilier enlevé mais rencontre une vive résistance des directeurs de musées. Son combat attire l'attention de la presse italienne et étrangère, notamment française et seuls quelques objets sont récupérés dont la Quadreria Farnesiana retrouvé par Lombardi dans le Musée archéologique national de Naples et les archives des États parmesans retrouvé dans le palais Pitti et restituées aux Archives d’État de Parme en 1923.
En 1934, Lombardi réussit à acquérir du comte Giovanni Sanvitale, un descendant de Marie-Louise, de nombreux objets lui ayant appartenu.
Après la guerre, il transfère la collection Lombardi dans le nouveau siège du Musée Lombardi dans le palais de la Riserva, rue Garibaldi à Parme, qui est inauguré en 1961 en présence du Président de la république italienne Giovanni Gronchi.